# Viridiana Alatriste
Viridiana Antonia Alatriste Pinal (Ciudad de México, 17 de enero de 1963-Ciudad de México, 25 de octubre de 1982), conocida como Viridiana Alatriste, fue una actriz mexicana. 
Entre sus trabajos más destacados se encuentra su participación en la serie de televisión Cachún cachún ra ra! (1981-82), en la telenovela Mañana es primavera (1982), y en la película La seducción (1981), por la que fue nominada a un premio Ariel en 1982.

## Biografía y carrera

### 1963-1979: primeros años e inicios
Viridiana Antonia Alatriste Pinal nació el 17 de enero de 1963 en Ciudad de México, siendo hija del actor y productor de cine Gustavo Alatriste, y de la actriz Silvia Pinal, así como media hermana menor de la actriz Sylvia Pasquel. Su primer nombre le fue puesto en homenaje a la película del mismo nombre de 1961, en la que protagonizó su madre, su padre fungió como productor, y el español Luis Buñuel como director. Este último fue elegido como su padrino de bautizo, por lo que se convirtió en su ahijada. En 1967, sus padres se divorciaron.
Viridiana apareció por primera vez ante los medios de entretenimiento en 1973, año en el que estuvo en el programa de televisión Silvia y Enrique, presentado por su mamá y su entonces esposo, Enrique Guzmán, con quien su progenitora engendró a sus dos medios hermanos menores, Alejandra Guzmán y Luis Enrique Guzmán. En 1975 y 1976, tuvo sus primeras incursiones como actriz, la primera debutando actoralmente en el programa Los especiales de Silvia, y la segunda trabajando en la obra de teatro Annie es un tiro, ambas experiencias hechas en colaboración con su mamá. Tres años después, en 1979, actuó en la telenovela, Honrarás a los tuyos.

### 1980-1982:La seducciónyMañana es primavera
En 1980, filmó la cinta La seducción, de título alterno Víctima de la seducción, su primer proyecto cinematográfico. Dicha producción fue proyectada por primera vez el 10 de julio de 1981 durante el Festival Internacional de Cine de Moscú. El mismo año, empezó a aparecer con un papel recurrente en la serie de televisión Cachún cachún ra ra!, y grabó La combi asesina, su segundo y último filme, que se estrenó en 1982. Justo en ese año, su película La seducción, fue lanzada en cines de México el 27 de mayo de 1982, la cual le valió una nominación a un premio Ariel en la categoría a «Mejor coactuación femenina». Con su carrera en evidente ascenso, Silvia Pinal la incorporó como coprotagonista de la telenovela que se encontraba produciendo y protagonizando, Mañana es primavera, y a la par, Viridiana se hallaba realizando sus últimas apariciones en la obra de teatro, Tartufo, la cual planeaba abandonar para enfocarse totalmente en la telenovela de su mamá.

## Muerte
El 25 de octubre de 1982, Viridiana organizó una pequeña fiesta en el departamento del actor Jaime Garza, su entonces novio, donde ella invitó al reparto de su obra Tartufo, y él a algunos conocidos suyos. Casi al amanecer, le externó a Garza que se iba a retirar, pidiéndole que corriera a todos. Esto último no le pareció al actor, por lo que le dijo que él sí podía pedirle a sus invitados que se fueran, pero no le podía hacer eso a los que ella había llevado porque no los conocía, así que le pidió que ella misma les dijera que se retiraran. Esta desavenencia causó molestia en la actriz, por lo que en su lugar decidió irse cerca de las seis de la mañana sin despedirse de nadie.
Mientras conducía su automóvil en una cuesta sin acotamiento rodeada por un barranco no cercado de las entonces llamadas avenida de las Torres y la avenida Olivar de los Padres, hoy en día conocidas como avenida Toluca en Ciudad de México, la falta de señalamientos viales y la velocidad con la que manejaba, causaron que no viera el precipicio y se siguiera de frente hasta salir de la carretera y caer al vacío. Como no llevaba puesto el cinturón de seguridad, durante la súbita caída recibió un fuerte golpe en la sien que le provocó un traumatismo craneoencefálico, y en consecuencia, una muerte instantánea a los 19 años de edad. Su cuerpo fue reconocido por Sylvia Pasquel. Al día siguiente, el 26 de octubre, su funeral fue realizado, y a su conclusión, fue enterrada en un mausoleo familiar dentro del Panteón Jardín, localizado en San Ángel, Ciudad de México. Cabe destacar que su acta de defunción dice que fue inhumada, pero al parecer, fue cremada.

## Tributos y legado
Para la telenovela Mañana es primavera, en la que se encontraba trabajando al momento de su muerte, grabó 40 capítulos, y en el episodio final de dicha producción lanzado el 4 de febrero de 1983, su mamá recitó un diálogo de despedida hacia ella.
En 2015, Silvia Pinal publicó su libro autobiográfico, Esta soy yo, en el que escribió que antes de la muerte de Viridiana tuvo una breve charla con ella y le dijo que la quería, agregando que ella era su hija más cercana, la que más se parecía físicamente a ella, y que su deceso significó el peor dolor y momento de su vida.
En enero de 2019, fue interpretada por la actriz Laura Palma en La Guzmán, una serie biográfica sobre Alejandra Guzmán, mientras que en Silvia Pinal, frente a ti, la serie biográfica de su mamá estrenada en febrero del mismo año, fue caracterizada por Cassandra Sánchez Navarro.

## Filmografía

### Cine
| Año  | Título           | Papel   | Notas                                                                     |
| ---- | ---------------- | ------- | ------------------------------------------------------------------------- |
| 1981 | La seducción     | Mariana | También conocida como Víctima de la seducción Estrenada en México en 1982 |
| 1982 | La combi asesina | Gladys  |                                                                           |

### Televisión
| Año     | Título                   | Papel                 |
| ------- | ------------------------ | --------------------- |
| 1973    | Silvia y Enrique         | Ella misma            |
| 1975    | Los especiales de Silvia | Personaje desconocido |
| 1979    | Honrarás a los tuyos     | Silvia                |
| 1981-82 | Cachún cachún ra ra!     | Viri                  |
| 1982    | Mañana es primavera      | Laura Serrano         |

### Teatro
| Año  | Título           |
| ---- | ---------------- |
| 1976 | Annie es un tiro |
| 1982 | Tartufo          |

## Nominaciones
| Año  | Premio       | Categoría                  | Trabajo nominado | Resultado |
| ---- | ------------ | -------------------------- | ---------------- | --------- |
| 1982 | Premio Ariel | Mejor coactuación femenina | La seducción     | Nominada  |